# Redfern (modehus)
Redfern & Sons, senare Redfern Ltd, var en brittisk skräddarfirma, grundad 1855 och verksam till 1940.
Redfern grundades 1855 av John Redfern (1820–1895) i Cowes på Isle of Wight och utvecklades till ett modehus med baser i London, Edinburgh, Paris och New York. Dess avdelning i Paris fungerade som ett haute couture-modehus, medan de övriga grenarna fokuserade på skrädderi och import. Redfern hade på 1890-talet blivit ett av Europas mest ansedda modehus. 